# Soke Kubota Takajuki
 Soke Kubota Takajuki (宗 家 孝行 洼 田|Soke Kubota Takayuki; Кумамото, 20. септембар 1934 — 14. август 2024) bio je američko-japanski karatista i Grand Master u karateu.

## Biografija
Rođen je u Kumamotou, u Japanu. Soke Kubota počeo je da vežba borilačke veštine sa četiri godine pod nadzorom svoga oca, Denjiro Kubote. Zbog svoje nezasite želje da izučava i druge aspekte borenja, svakodnevno se obučavao i proučavao nekoliko različitih sistema borenja. Uprkos teškom školovanju i napornim treninzima, Soke je uspeo da dopuni svoje borilačke veštine i znanja i iz meditacije, istorije i drugih ne borbenih aspekata umetnosti. Grand Master je i instruktor Judoa, Aikidoa, Kendoa, Iaidoa i meditacije, kao i kaligrafije i još nekoliko drugih umetnosti. Soke Kubota je sa osamnaest godina otvorio svoj prvi DOJO u Tokiju. Obučavao je Policijske jedinice više od 35 godina, od jednostavnih zahvata do specijalnih tehnika vezivanja lisica, a svetski su poznate njegove tehnike rukovanja pendrekom kao i “Kubotan” tehnike. Predavao je u 34 Agencije za sprovođenje zakona širom Sveta, uključujući Tokijsku i LA policiju, FBI i California Highway patrol.
Američki državljanin je od 1974. godine. Soke Kubota posvetio je najveći deo svog vremena nastavi Karatea u svojoj školi u Glendali, Kalifornija. Iako je poznat i priznat Svetski instruktor, Soke Kubota se najiskrenije zainteresovao za razvoj Karatea na svim nivoima sa posebnim akcentom na obuku mladih.
Poštovanje i disciplina su dve osnovne koncepcije, naglasio je, a Karate je izuzetno značajan za pravilan rast i razvoj dece i omladine, kao i održavanje i očuvanje zdravlja odraslih.
Pored svojih mnogobrojnih aktivnosti, Soke Kubota je napisao nekoliko knjiga o borilačkim veštinama. Njegovi objavljeni radovi obuhvataju akcije Kubotan, Umetnost Karatea, Gosoku Ryu Karate, Borba oružjem i dr. Izdao je takođe i zavidan broj video kaseta i DVD-jeva o Borilačkim veštinama. Soke Kubota je i glumac koji se pojavio u preko 321 filmova, 195 TV emisija i reklama. (The Mechanic, Killer Elite, Blue Thunder, Simon & Simon, Black Rain, Rising Sun and The Hunted).
Soke Kubota danas je jedan od najpriznatijih praktičara KARATEDO veštine, osnivač je Gosoku Ryu stila i nosilac najvišeg majstorskog zvanja 10˚ DAN.

## Spoljašnje veze
- International Karate Association

## Knjige
- Kubota, Takayuki; McCaul, Paul (1972). Baton techniques and training (illustrated изд.). Thomas. ISBN 978-0-398-02338-6.
- Kubota, Takayuki; Miller, Mark (1977). The art of karate (1 изд.). Haddington House. ISBN 978-0-672-52331-1.
- Kubota, Takayuki (1980). Fighting Karate Gosoku Ryu Hard Fast Style. Unique Publications (Subs. of CFW Enterprises, Inc). ISBN 978-0-86568-010-4.
- Kubota, Takayuki (1980). Gosoku ryu karate: kumite 1. Unique.[мртва веза]
- Peters, John; Kubota, Takayuki; Defensive Tactics Institute, Inc (1981). Realistic defensive tactics (illustrated изд.). Reliapon Police Products. ISBN 978-0-935878-02-8.
- Kubota, Takayuki (1982). Action Kubotan Keychain an Aid in Self Defense. Beckett Pubns. ISBN 978-0-86568-101-9.
- Kubota, Takayuki; Peters, John (1983). Official Kubotan techniques. Kubotan Institute.[мртва веза]
- Kubota, Takayuki (1983). T-Hold Kubotan. Unique Publications. ISBN 978-0-86568-111-8.
- Kubota, Takayuki (1983). Weapons Kumite: Fighting With Traditional Weapons. Unique Publications. ISBN 978-0-86568-042-5.
- Kubota, Takayuki (1985). Kubotan keychain: instrument of attitude adjustment (reprinted изд.). Dragon Books. ISBN 978-0-946062-09-6.
- Kubota, Takayuki (1985). Ninja Shurkien Manual (reprinted изд.). I & I Sports Supply Co. ISBN 978-0-934489-00-3.
- Kubota, Takayuki (1987). Close encounters: the arresting art of taiho-jutsu (illustrated изд.). Dragon Books. ISBN 978-0-946062-20-1.
- Kubota, Takayuki (2003). Fighting Karate (illustrated изд.). Unique Publications. ISBN 978-0-86568-205-4.

- Soke Kubota Takajuki на веб-сајту  (језик: енглески)